# NGC 4231
NGC 4231 est une galaxie lenticulaire située dans la constellation des Chiens de chasse. NGC 4231 a été découverte par l'astronome germano-britannique William Herschel en 1788.

## Caractéristiques

### Distance
Sa vitesse par rapport au fond diffus cosmologique est de 7 622 ± 15 km/s, ce qui correspond à une distance de Hubble de 112,4 ± 7,9 Mpc (∼367 millions d'al).

### Radiogalaxie
Selon la base de données Simbad, NGC 4231 est une radiogalaxie.

## Un trio de galaxies?

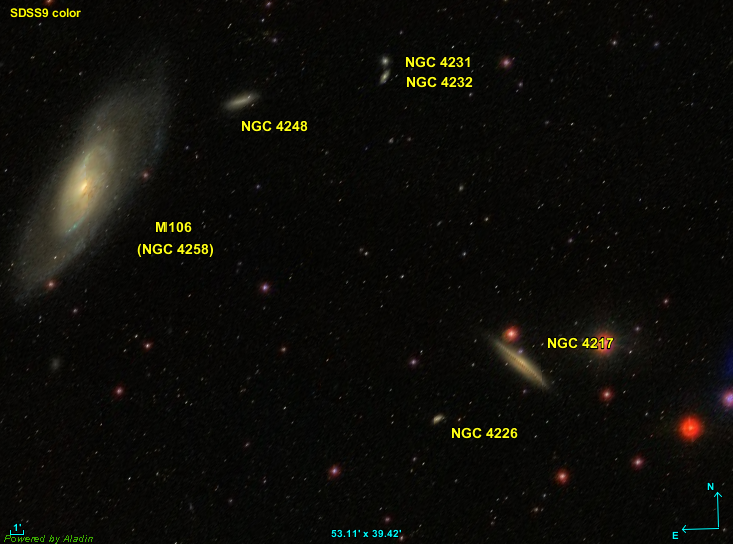
NGC 4226, NGC 4231 et NGC 4232 sont dans la même région du ciel et elles forment probablement un trio de galaxies. Les autres galaxies de l'image (M106, NGC 4248 et NGC 4217) font toutes partie de l'amas de la Grande Ourse et elles sont beaucoup plus rapprochées de la Voie lactée.

Selon Abraham Mahtessian NGC 4226 et NGC 4231 forment une paire de galaxies. Mais, selon Vaucouleur et Corwin, NGC 4231 et NGC 4232 forment aussi une paire de galaxies. 
NGC 4226, NGC 4231 et NGC 4232 sont respectivement à des distances de 359, 367 et 359 millions d'années-lumière de la Voie lactée et elles sont dans la même région de la sphère céleste. Selon ces chiffres, ce serait plutôt NGC 4226 et NGC 4232 qui forment une paire de galaxies. On pourrait aussi considérer que ces trois galaxies forment un trio de galaxies.